# 2005年日本の補欠選挙
2005年日本の補欠選挙（2005ねん にほんの ほけつせんきょ）では、日本の立法府である衆議院と参議院の議員を欠員補充するため2005年に行われた補欠選挙の結果について取り上げる。

## 概要
補欠選挙は、議員が辞職、あるいは死亡したこと等で、欠員が生じた場合にその欠員を補充するために行われる選挙である。2000年（平成12年）の公職選挙法改正によって、衆議院と参議院の補欠選挙は4月と10月の年2回にまとめて実施されている。
なお補欠選挙の期日については公職選挙法第33条の2において以下のように定められている。
- 9月16日から翌年の3月15日（第1期間）において衆議院議員及び参議院議員の再選挙または補欠選挙を行うべき事由が生じた場合は、当該期間直後の4月の第4日曜日に実施
- 3月16日からその年の9月15日（第2期間）までに衆議院議員及び参議院議員の再選挙または補欠選挙を行うべき事由が生じた場合は、当該期間直後の10月の第4日曜日に実施

## 4月に実施された補欠選挙
衆院2選挙区で補欠選挙が実施された。

### 補欠選挙の概要
- 告示日：2005年4月12日
- 投票日：2005年4月24日
- 選挙区

衆議院：2選挙区（宮城県第2区・福岡県第2区）

### 選挙区と選挙事由
宮城県第2区
- 選挙事由：鎌田さゆり衆議院議員（民主党）が、選挙運動関係者の公職選挙法違反（利害誘導）による引責のため、議員辞職したことによる。
- 候補者：5名

| 候補者     | 性別 | 年齢 | 党派       | 新旧 | 職業         |
| ---------- | ---- | ---- | ---------- | ---- | ------------ |
| 秋葉賢也   | 男性 | 42   | 自由民主党 | 新人 | 選挙区支部長 |
| 五島平     | 男性 | 52   | 日本共産党 | 新人 | 政党役員     |
| 田山英次   | 男性 | 45   | 社会民主党 | 新人 | 政党役員     |
| 門間由記子 | 女性 | 30   | 民主党     | 新人 | 政党役員     |
| 菊池文博   | 男性 | 45   | 無所属     | 新人 | 自営業       |
福岡県第2区
- 選挙事由：古賀潤一郎衆議院議員（民主党）が、自身の不祥事[注釈 1]による引責のため、議員辞職したことによる。
- 候補者：6名

| 候補者     | 性別 | 年齢 | 党派       | 新旧 | 職業       |
| ---------- | ---- | ---- | ---------- | ---- | ---------- |
| 西村健志郎 | 男性 | 45   | 無所属     | 新人 | 無職       |
| 山田博敏   | 男性 | 43   | 日本共産党 | 新人 | 政党役員   |
| 平田正源   | 男性 | 37   | 民主党     | 新人 | 政党役員   |
| 山崎拓     | 男性 | 68   | 自由民主党 | 元職 | 政党役員   |
| 藤本豊     | 男性 | 54   | 無所属     | 新人 | 会社社長   |
| 浜武振一   | 男性 | 39   | 無所属     | 新人 | 理数塾主催 |
出典：「衆議院宮城県第2区選出議員補欠選挙結果調」 (PDF) 、「衆議院福岡県第2区選出議員補欠選挙結果調」 (PDF) いずれも総務省選挙資料。第43回衆院補選候補者一覧.ザ・選挙（2011年8月22日閲覧）

### 選挙結果
宮城県第2区
- 当日有権者数：407,903名
- 投票者数：149,906名
- 投票率：36.75%
- 当選者：秋葉賢也（自由民主党）

| 当落                     | 候補者                   | 党派                     | 新旧                     | 得票    |
| ------------------------ | ------------------------ | ------------------------ | ------------------------ | ------- |
| 当選                     | 秋葉賢也                 | 自由民主党               | 新人                     | 58,023  |
|                          | 門間由記子               | 民主党                   | 新人                     | 52,381  |
|                          | 菊池文博                 | 無所属                   | 新人                     | 22,702  |
|                          | 五島平                   | 日本共産党               | 新人                     | 8,358   |
|                          | 田山英次                 | 社会民主党               | 新人                     | 6,808   |
| 合計得票数（有効投票数） | 合計得票数（有効投票数） | 合計得票数（有効投票数） | 合計得票数（有効投票数） | 148,272 |
福岡県第2区
- 当日有権者数：421,449名
- 投票者数：193,836名
- 投票率：45.99%
- 当選者：山崎拓（自由民主党）

| 当落                   | 得票                   | 候補者                 | 党派                   | 新旧    |
| ---------------------- | ---------------------- | ---------------------- | ---------------------- | ------- |
| 当選                   | 山崎拓                 | 自由民主党             | 元職                   | 96,174  |
|                        | 平田正源               | 民主党                 | 新人                   | 78,311  |
|                        | 山田博敏               | 日本共産党             | 新人                   | 9,868   |
|                        | 西村健志郎             | 無所属                 | 新人                   | 3,292   |
|                        | 浜武振一               | 無所属                 | 新人                   | 2,857   |
|                        | 藤本豊                 | 無所属                 | 新人                   | 1,004   |
| 合計得票（有効投票数） | 合計得票（有効投票数） | 合計得票（有効投票数） | 合計得票（有効投票数） | 191,506 |
出典：「衆議院宮城県第2区選出議員補欠選挙結果調」、「衆議院福岡県第2区選出議員補欠選挙結果調」総務省選挙資料

## 10月に実施された補欠選挙
参院1選挙区で補欠選挙が実施された。

### 補欠選挙の概要
- 告示日：2005年10月6日
- 投票日：2005年10月23日
- 選挙区

参議院：1選挙区

### 選挙区と選挙事由
参院神奈川県選挙区
- 選挙事由：斎藤勁参議院議員（民主党）が第44回衆議院議員総選挙への立候補準備のため、議員辞職したことによる[注釈 2]。
- 候補者：3名

| 候補者   | 性別 | 年齢 | 党派       | 新旧        | 職業                             |
| -------- | ---- | ---- | ---------- | ----------- | -------------------------------- |
| 川口順子 | 女性 | 64   | 自由民主党 | 新人        | 無職                             |
| 牧山弘恵 | 女性 | 41   | 民主党     | 新人        | 国際法律・ビジネスコンサルタント |
| 畑野君枝 | 女性 | 48   | 日本共産党 | 元職（1期） | 政党役員                         |
出典：「参議院神奈川県選挙区選出議員補欠選挙結果調」 (PDF) 総務省選挙資料。第19回参議院議員補欠選挙候補者一覧.ザ・選挙（2011年8月22日閲覧）

### 選挙結果
神奈川県選挙区
- 当日有権者数：7,066,277名
- 投票者数：2,313,777名
- 投票率：32.74%
- 当選者：川口順子（自由民主党）

| 当落 | 候補者   | 党派       | 新旧 | 得票      |
| ---- | -------- | ---------- | ---- | --------- |
| 当選 | 川口順子 | 自由民主党 | 新人 | 1,150,868 |
|      | 牧山弘恵 | 民主党     | 新人 | 765,589   |
|      | 畑野君枝 | 日本共産党 | 元職 | 375,507   |
|      |          |            |      | 2,291,964 |
出典：「参議院神奈川県選挙区選出議員補欠選挙結果調」総務省選挙資料